# Società Sportiva Catania 1931-1932
Questa voce raccoglie le informazioni riguardanti la Società Sportiva Catania nelle competizioni ufficiali della stagione 1931-1932.

## Stagione
La seconda stagione in Prima Divisione inizia con ambizioni, nuovo l'allenatore Nicola Papa, si rinforza l'organico con l'arrivo dalle giovanili della Juventus di Mario Bianzino e Gilberto Pogliano, l'ex torinista Mario Migliavacca in mediana, in difesa Ferruccio Bedendo detto "il professore" e dalla Fiorentina Giovanni Corbyons. A gennaio matura l'atteso cambio societario, in luogo di Andrea Gaudioso al vertice della società etnea arriva, propiziato dalla volontà delle autorità locali, Vespasiano Trigona, duca di Misterbianco, personaggio famoso e facoltoso. 
La squadra disputa il girone F di Prima Divisione, arriva sesta in classifica con 34 punti, anche se si parte sotto i peggiori auspici, nell'umiliante sconfitta di Messina (6-3) si frattura la tibia Lorenzo Bergia, un attaccante su cui si puntava molto. Poi un girone di ritorno con i fiocchi e 21 punti conquistati, valgono ai rossazzurri il sesto posto finale. Il brillante girone di ritorno testimonia che si è pronti per il salto di categoria. Si aggiunge altra esperienza all'ancora giovane società etnea e la speranza per il futuro è riposta nelle capacità del duca di Misterbianco.

## Rosa
| N. |                   | Ruolo | Calciatore         |
| -- | ----------------- | ----- | ------------------ |
|    | Italia (bandiera) | P     | Bruno Agnello      |
|    | Italia (bandiera) | D     | Giacinto Bavazzano |
|    | Italia (bandiera) | D     | Ferruccio Bedendo  |
|    | Italia (bandiera) | A     | Lorenzo Bergia     |
|    | Italia (bandiera) | A     | Mario Bianzino     |
|    | Italia (bandiera) | P     | Piero Cavenago     |
|    | Italia (bandiera) | A     | Piero Cini         |
|    | Italia (bandiera) | D     | Aldo Conti         |
|    | Italia (bandiera) | D     | Giovanni Corbjons  |
|    | Italia (bandiera) | C     | Eusebio Foresto    |

| N. |                   | Ruolo | Calciatore          |
| -- | ----------------- | ----- | ------------------- |
|    | Italia (bandiera) | C     | Teresio Fortina     |
|    | Italia (bandiera) | C     | Natale Gruppo       |
|    | Italia (bandiera) | D     | Sebastiano Merenda  |
|    | Italia (bandiera) | D     | Mario Migliavacca   |
|    | Italia (bandiera) | C     | Francesco Mirabella |
|    | Italia (bandiera) | A     | Manfredi Paolillo   |
|    | Italia (bandiera) | C     | Natale Pastura      |
|    | Italia (bandiera) | A     | Marcello Pellarin   |
|    | Italia (bandiera) | A     | Gilberto Pogliano   |
|    | Italia (bandiera) | A     | Raffaele Pulzone    |

## Risultati

### Prima Divisione girone F

#### Girone di andata
| Arbitro: | Serio (Palermo) |

|                                         |           |                   |
| Pogliano 6’ Pulzone 62’ Bergia 65’, 75’ | Marcatori | 30’, 52’ Oropallo |

| Arbitro: | Ciamberlini (Genova) |

|                                                                    |           |                             |
| Borgo I 22’, 74’ Re 42’ Borgo II 44’ Mandosso 79’ Cevenini III 86’ | Marcatori | 9’ Bergia 32’, 57’ Pogliano |

| Arbitro: | De Crescenzo (Napoli) |

|                                                 |           |  |
| Gruppo 16’ Pulzone 34’ Bianzino 62’ Pastura 73’ | Marcatori |  |

Nella 4ª giornata di campionato il 25 ottobre 1931 il Catania ha osservato il turno di riposo.
| Arbitro: | Uccello (Napoli) |

|                                |           |  |
| Olivini 16’ Perazzo 30’ (rig.) | Marcatori |  |

| Arbitro: | Salvatori (Roma) |

|                         |           |  |
| Pogliano 37’ Gruppo 42’ | Marcatori |  |

| Arbitro: | Ciaccio (Taranto) |

|                                            |           |                                     |
| Bavazzano 10’ (aut.) Invorio 47’ Giovi 75’ | Marcatori | 40’ Bianzino 79’ Gruppo 90’ Pastura |

| Arbitro: | Bartolini (Pisa) |

|  |           |            |
|  | Marcatori | 61’ Miconi |

| Arbitro: | Romano (Napoli) |

|             |           |  |
| Ferrari 85’ | Marcatori |  |

| Arbitro: | Pizziolo (Firenze) |

|                          |           |  |
| Fortina 59’ Pogliano 75’ | Marcatori |  |

| Angri 27 dicembre 1931 11ª giornata | Cotoniere Angri   | 0 – 0 | Catania | Campo Comunale\| Arbitro: \| Fornarelli (Bari) \| |
| Arbitro:                            | Fornarelli (Bari) |       |         |                                                   |

| Arbitro: | Zallone (Bari) |

|                |           |  |
| De Lorenzo 65’ | Marcatori |  |

| Arbitro: | Mazza (Torre Annunziata) |

|                                  |           |  |
| Bianzino 50’ (rig.) Corbyons 80’ | Marcatori |  |

| Arbitro: | Benvignati (Roma) |

|                                  |           |             |
| Dossena 7’ (rig.) Lessi 60’, 75’ | Marcatori | 1’ Corbyons |

| Arbitro: | Dattilo (Roma) |

|              |           |            |
| Pogliano 10’ | Marcatori | 60’ Devoto |

#### Girone di ritorno
| Arbitro: | Ferrucci (Viareggio) |

|                                                  |           |  |
| Giraud III 9’ Vandelli 37’, 78’ Ghisi I 44’, 48’ | Marcatori |  |

| Arbitro: | Turbiani (Ferrara) |

|                                         |           |                     |
| Cini 19’, 29’ Pogliano 39’ Paolillo 74’ | Marcatori | 82’ (aut.) Corbyons |

| Arbitro: | Ubiali (Bergamo) |

|  |           |              |
|  | Marcatori | 21’ Paolillo |

Nella 19ª giornata di campionato il 28 febbraio 1932 il Catania ha osservato il turno di riposo.
| Arbitro: | Soliani (Genova) |

|                                    |           |  |
| Pogliano 17’ Bianzino 41’ Cini 80’ | Marcatori |  |

| Castellammare di Stabia 13 marzo 1932 21ª giornata | FC Stabiese      | 0 – 0 | Catania | Campo San Marco\| Arbitro: \| Gnocchini (Roma) \| |
| Arbitro:                                           | Gnocchini (Roma) |       |         |                                                   |

| Arbitro: | Collina (Vado Ligure) |

|                                                                  |           |  |
| Cini 20’, 21’, 42’, 48’, 55’, 62’, 66’ Bianzino 30’ Pogliano 58’ | Marcatori |  |

| Arbitro: | Balestrazzi (Bari) |

|            |           |  |
| Sudati 61’ | Marcatori |  |

| Arbitro: | Filosa (Napoli) |

|                                |           |  |
| Pogliano 23’, 86’ Bianzino 30’ | Marcatori |  |

| Arbitro: | Bennati (Taranto) |

|              |           |                                 |
| Lucchesi 17’ | Marcatori | 15’, 27’ Bianzino 80’, 85’ Cini |

| Arbitro: | De Salvo (Messina) |

|                                        |           |                     |
| Bianzino 10’, 51’ cini 48’ Pastura 72’ | Marcatori | 85’ (rig.) Ceresole |

| Arbitro: | Cinti (Roma) |

|                      |           |  |
| Pulzone 46’ Cini 63’ | Marcatori |  |

| 8 maggio 1932 28ª giornata | Trani | 0 – 2 A tav. | Catania |  |

| Arbitro: | De Sanctis (Roma) |

|                                         |           |                    |
| Bavazzano 7’ Cini 15’ Bianzino 67’, 83’ | Marcatori | 5’ Mazzi 16’ Lessi |

| Arbitro: | Biancone (Roma) |

|                           |           |  |
| Salussoglia 48’ Lumia 69’ | Marcatori |  |